# HEPACAM2
HEPACAM2‏ (HEPACAM family member 2) هوَ بروتين يُشَفر بواسطة جين HEPACAM2 في الإنسان.